# José Vilaplana Blasco
José Vilaplana Blasco (ur. 5 grudnia 1944 w Benimarfull) – hiszpański duchowny katolicki, biskup Huelvy w latach 2006–2020.

## Życiorys

### Prezbiterat
Święcenia kapłańskie otrzymał 25 maja 1972 i został inkardynowany do archidiecezji Walencji. Po dwuletnim stażu wikariuszowskim objął funkcję rektora niższego seminarium w Játiva. W 1981 otrzymał nominację na wikariusza biskupiego dla rejonu Alcoy-Onteniente.

### Episkopat
20 listopada 1984 papież Jan Paweł II mianował go biskupem pomocniczym archidiecezji Walencji, ze stolicą tytularną Bladia. Sakry biskupiej udzielił mu 27 grudnia 1984 abp Miguel Roca Cabanellas.
23 sierpnia 1991 został biskupem ordynariuszem diecezji Santander. 17 lipca 2006 został przeniesiony do diecezji Huelva.
15 czerwca 2020 przeszedł na emeryturę.